# Météorisme
 Mise en garde médicale
Le météorisme (parfois nommé « météorisme abdominal ») est un ballonnement abdominal dû à un excès de gaz digestifs.

## Description
La quantité de gaz à l’intérieur d’un intestin est assez constante et ne représente qu'une petite fraction des volumes réellement produits. Le volume total des gaz intestinaux (intraluminaux) s'élève à seulement 100 à 200 ml.
La quantité des gaz est régulée par le transit intestinal et l’évacuation des gaz en excès. L'entrée des gaz se fait par déglutition, réactions chimiques, diffusion à partir du sang et fermentations bactériennes. La sortie des gaz se fait par absorption par la paroi de l’intestin, excrétion respiratoire, consommation bactérienne et évacuation anale.
Une grande quantité des gaz produits dans l’intestin y est réabsorbée soit par équilibration des gaz entre l’intestin et les tissus (O2- H - CO2 -N) – on les retrouvera dans la respiration –, soit consommée par les bactéries qui sont aussi sources de production (H2 - CO2 - H2S- méthanethiol – diméthylsulfure).
En gastro-entérologie, l'utilisation du charbon végétal activé est recommandée pour l'absorption de gaz intestinaux de différentes provenances ainsi que les toxines bactériennes, virales et celles du métabolisme. 

## Facteurs favorisants

### Facteurs intervenant dans le volume des gaz
Le type alimentaire et sa richesse en gaz :
- certaines habitudes (mastication de chewing-gum)
- certains états pathologiques qui favorisent des déglutitions fréquentes (anxiété, xérostomie)
- le type de flore intestinale (qui peut être modifiée par des changements de régime alimentaire et par un traitement antibiotique)
- la vitesse de transit intestinal

La production de gaz intestinaux, les ballonnements et les flatulences peuvent être dus au chlore et aux boissons gazeuses.
Conseils pour limiter la production intestinale de gaz :

Après consultation d'un diététicien, ou d'un médecin si la gêne est importante ;
- éviter les boissons gazeuses et l'eau pétillante
- limiter les consommations importantes ou continues de certains aliments riches en galactosides de type verbascose, stachyose et raffinoses (ex : haricots secs[2], soja, pois chiche), qui présentent néanmoins de nombreux intérêts diététiques et de santé[3] ; « Des procédés de traitement du soja (à l'eau chaude, ou par extraction d'alcool aqueux et de précipitation isoélectrique des protéines) ont été adaptés pour fabriquer et mettre sur le marché des produits sans flatulences. Au niveau des ménages et des restaurateurs, le trempage combiné à la germination semble être un moyen pratique de produire des germes de soja ayant une faible activité flatulente »[4]. « Le tempeh et le tofu sont deux autres produits à base de soja qui présentent peu ou pas d'activité de flatulences (...) Le trempage, la fermentation, l'hydrolyse enzymatique et la germination peuvent également être utilisés pour éliminer les oligosaccharides. Des tests sur des humains et des rats indiquent qu'une combinaison de ces processus peut être utilisée pour réduire l'activité des flatulences »[4]
- éviter le pain gris et le pain complet, et/ou bien le mâcher, de même que tous les produits riches en amidon, afin qu'il soit imprégné des enzymes salivaires chargées de prédigérer l'amidon (amylases)
- éviter les produits laitiers pour les personnes ne produisant pas (ou trop peu) de lactase (hypolactasie, qui concerne 70% de la population mondiale adulte)[4] ; il semble que la sensibilité aux flatulences augmente avec des régimes associant des légumineuses alimentaires et des produits laitiers. Les mammifères adultes ne produisant pas d'enzymes de type alpha-galactosidases dans leur muqueuse intestinale, c'est la microflore de l'iléon, du côlon et du gros intestin qui les fermente en produisant des taux excessifs de gaz rectal (composé de dioxyde de carbone et d'hydrogène pour l'essentiel)[4]. L'amidon non digéré et d'autres glucides semblent aggraver l'effet flatulent de régimes riches en graines issues de plantes du groupe des légumineuses[4].

Une étude a montré qu'« il existe en outre une variation individuelle en réponse à différents types de haricots ».

### Facteurs pathologiques intervenant dans la production de gaz
- les malabsorptions globales ou sélectives (lactose surtout) : de ce fait les produits non absorbés par l’intestin grêle vont fermenter dans le côlon
- les bactéries peuvent aussi coloniser l'intestin grêle

### Troubles intestinaux
Le ballonnement est souvent associé à une pathologie de la fonction des intestins (syndrome de l’intestin irritable) :
- production excessive de gaz par fermentation ou putréfaction flatulente
- altération de la disponibilité intestinale des gaz
- insuffisance de la tonicité de la paroi intestinale et de la paroi abdominale

La constipation est une cause fréquente du ballonnement et donc tous les facteurs causant celle-ci (sédentarité, déshydratation, etc.) peuvent aussi provoquer son apparition. 

## Mécanisme

### Production excessive
Cette production est sous l’influence de la richesse en fibres alimentaires (surtout xylane et pectine — très peu de cellulose) dont la réduction entraîne une nette diminution du volume des gaz produits. Elle dépend aussi de la durée de passage, plus le passage est lent, plus la production de gaz sera importante (situation de la constipation).

### Altération de la disponibilité des gaz
L'intestin, par un mouvement de péristaltisme, va mettre en mouvement les gaz produits de façon à évacuer la partie de ces gaz qui n’est pas réabsorbée par les intestins. Dans certains intestins, il y a un ralentissement de la propulsion des gaz et de la formation de poches gazeuses.
Le sphincter anal a un rôle. Si normalement un gaz est évacué par l’association d’une légère contraction des muscles abdominaux et d’un relâchement de l’anus, parfois la coordination ne se fait pas et le sphincter ne se relâche pas.
Il en est conclu que ce ne serait pas tant le surplus de gaz, mais une distribution anormale des gaz qui serait responsable du météorisme abdominal. Il a été remarqué que la rétention de gaz dans l’intestin grêle donne une symptomatologie plus nette que la rétention de gaz dans le côlon.
Par ailleurs, il a été noté que pour une même quantité de gaz, certaines personnes se sentent ballonnées et d’autres pas, ce qui fait intervenir un facteur personnel de sensibilité et de tolérance au symptôme.